# Isles-lès-Villenoy
 Isles-lès-Villenoy  es una población y comuna francesa, en la región de Isla de Francia, departamento de Sena y Marne, en el distrito de Meaux y cantón de Meaux-Sud.

## Demografía
| 265 | 288 | 298 | 366 | 416 | 687 |
| Para los censos de 1962 a 1999 la población legal corresponde a la población sin duplicidades (Fuente: INSEE [Consultar]) |     |     |     |     |     |